# Willie Pearse
Willie Pearse född 1891, död 1916 (avrättad), var en irländsk revolutionär frihetskämpe, bror till Patrick Pearse. Bröderna deltog i Påskupproret 1916, och arkebuserades efter att upproret slagits ner av de brittiska trupperna.